# 鯉とガスパチョ
「鯉とガスパチョ」（こいとがすぱちょ）は、ヒカシューの11枚目のシングル。2009年10月20日にMAKIGAMI RECORDSより発売。
発売よりも約20年前に制作された曲が収録されている。ヒカシューの現在のメンバーと1996年頃のメンバーが並べて表記されている為、当時のデモテープの音源に手を加えたものと推測される。

## 収録曲
全作詩:巻上公一
1. 鯉とガスパチョ(Carps and Gazpacho)
  - 作曲:三田超人

- 元々、子ども向け番組の歌として制作された。

1. 珍無類(Singular)
  - 作曲:三田超人
2. グローバルシティの憂鬱(Melancholy in global city)
  - 作曲:坂出雅海

初期はインターネットという曲名だったようだ。

## 参加ミュージシャン
ヒカシュー
1. - 巻上公一 -ボーカル、コルネット、フルート
  - 三田超人 -ギター、コーラス
  - 坂出雅海 -エレクトリック・ベース、コーラス
  - 清水一登 -シンセサイザー
  - 佐藤正治 -パーカッション、コーラス

ヒカシュー(1996年時)
1. - 野本和浩 -サックス
  - 吉森信 -ピアノ、シンセサイザー
  - トルステン・ラッシュ -サンプラー
  - 新井田耕造 -シンセサイザー
  - 巻上開智[2] -PVCホルン